# Preliminariile Campionatului European de Fotbal 2016 – Grupa D
Grupa D din preliminariile Campionatului European de Fotbal 2016 este una dintre cele nouă grupe care va decide echipele ce se vor califica pentru turneul final. Din această grupă fac parte Germania, Irlanda, Polonia, Scoția, Georgia și Gibraltar, iar fiecare dintre ele va juca câte două meciuri contra celorlalte echipe din grupă.

## Fundal
Din cauză că formatul Campionatului European s-a extins la 24 de echipe, primele două locuri din grupa de calificare se vor califica direct pentru turneul final. Echipa de pe locul trei fie se va califica și ea tot direct (dacă va avea cele mai mare număr de puncte față de celelalte locuri trei), fie va merge la baraj.
Germania va căuta să-și mențină recordul de a se califica la fiecare turneu, record care ține încă din anul 1972. Scoția și Irlanda au propus amândouă expansiunea formatului, iar antrenorul Irlandei, Martin O'Neill, a considerat "ironic" faptul că cele două au căzut în aceeași grupă. Antrenorul Poloniei, Zbigniew Boniek, a declarat că este mulțumit de această grupă. Antrenorul Georgiei, Temur Ketsbaia, a spus că noul format îi dă o șansă în plus Georgiei să se califice și că ea luptă pentru locul trei în grupă.
Gibraltarul va juca pentru prima oară în preliminariile Campionatului European de Fotbal, după ce au devenit membrii UEFA în mai 2013. Gibraltarul va juca meciurile de acasă pe Estádio Algarve din Faro, Portugalia, deoarece Victoria Stadium are gazon sintetic și nu îndeplinește condițiile standard impuse de UEFA. Ei picaseră, în prima fază, în grupa C de calificare, dar din cauza conflictului cu Spania, care este cap de serie în acea grupă, UEFA a mutat Gibraltarul în grupa D de calificare.

## Grupă
| Legendă pentru culorile grupelor       |
| -------------------------------------- |
| Echipă calificată direct pentru turneu |
| Echipă care merge la baraj             |

Vezi departajările dacă două sau mai multe echipe au același număr de puncte.
| Echipa            | MJ | V | E | Î  | GM | GP | G   | Pct |
| ----------------- | -- | - | - | -- | -- | -- | --- | --- |
| Germania          | 10 | 7 | 1 | 2  | 24 | 9  | +15 | 22  |
| Polonia           | 10 | 6 | 3 | 1  | 33 | 10 | +23 | 21  |
| Republica Irlanda | 10 | 5 | 3 | 2  | 19 | 7  | +12 | 18  |
| Scoția            | 10 | 4 | 3 | 3  | 22 | 12 | +10 | 15  |
| Georgia           | 10 | 3 | 0 | 7  | 10 | 16 | −6  | 9   |
| Gibraltar         | 10 | 0 | 0 | 10 | 2  | 56 | −54 | 0   |

## Meciuri
Programul a fost anunțat de UEFA în aceeași zi cu tragerea la sorți, pe 23 februarie 2014, la Nisa. Orele de început sunt CET/CEST (ora locală este în paranteze).
| Georgia         | 1–2    | Republica Irlanda |
| --------------- | ------ | ----------------- |
| Okriashvili 38' | Report | McGeady 24', 90'  |

| Germania        | 2–1    | Scoția   |
| --------------- | ------ | -------- |
| Müller 18', 70' | Report | Anya 66' |

| Gibraltar | 0–7    | Polonia                                                        |
| --------- | ------ | -------------------------------------------------------------- |
|           | Report | Grosicki 11', 48' Lewandowski 50', 53', 86', 90+2' Szukała 58' |

| Republica Irlanda                                                        | 7–0    | Gibraltar |
| ------------------------------------------------------------------------ | ------ | --------- |
| Keane 6', 14', 18' (pen.) McClean 46', 53' Perez 51' (aut.) Hoolahan 56' | Report |           |

| Scoția              | 1–0    | Georgia |
| ------------------- | ------ | ------- |
| Khubutia 28' (aut.) | Report |         |

| Polonia            | 2–0    | Germania |
| ------------------ | ------ | -------- |
| Milik 51' Mila 88' | Report |          |

| Germania  | 1–1    | Republica Irlanda |
| --------- | ------ | ----------------- |
| Kroos 71' | Report | O'Shea 90+4'      |

| Gibraltar | 0–3    | Georgia                                   |
| --------- | ------ | ----------------------------------------- |
|           | Report | Gelashvili 9' Okriashvili 19' Kankava 69' |

| Polonia                 | 2–2    | Scoția                   |
| ----------------------- | ------ | ------------------------ |
| Mączyński 11' Milik 76' | Report | Maloney 18' Naismith 57' |

| Georgia | 0–4    | Polonia                                      |
| ------- | ------ | -------------------------------------------- |
|         | Report | Glik 51' Krychowiak 71' Mila 73' Milik 90+2' |

| Germania                                    | 4–0    | Gibraltar |
| ------------------------------------------- | ------ | --------- |
| Müller 12', 29' Götze 38' Santos 67' (aut.) | Report |           |

| Scoția      | 1–0    | Republica Irlanda |
| ----------- | ------ | ----------------- |
| Maloney 75' | Report |                   |

| Georgia | 0–2    | Germania            |
| ------- | ------ | ------------------- |
|         | Report | Reus 39' Müller 44' |

| Scoția                                                                | 6–1    | Gibraltar       |
| --------------------------------------------------------------------- | ------ | --------------- |
| Maloney 18' (pen.), 34' (pen.) S. Fletcher 29', 77', 90' Naismith 39' | Report | L. Casciaro 20' |

| Republica Irlanda | 1–1    | Polonia    |
| ----------------- | ------ | ---------- |
| Long 90+1'        | Report | Peszko 26' |

| Polonia                                 | 4–0    | Georgia |
| --------------------------------------- | ------ | ------- |
| Milik 62' Lewandowski 89', 90+2', 90+3' | Report |         |

| Republica Irlanda | 1–1    | Scoția            |
| ----------------- | ------ | ----------------- |
| Walters 38'       | Report | O'Shea 47' (aut.) |

| Gibraltar | 0–7    | Germania                                                         |
| --------- | ------ | ---------------------------------------------------------------- |
|           | Report | Schürrle 28', 65', 71' Kruse 47', 81' Gündoğan 51' Bellarabi 57' |

| Georgia         | 1–0    | Scoția |
| --------------- | ------ | ------ |
| Kazaishvili 38' | Report |        |

| Germania                  | 3–1    | Polonia         |
| ------------------------- | ------ | --------------- |
| Müller 12' Götze 19', 82' | Report | Lewandowski 37' |

| Gibraltar | 0–4    | Republica Irlanda                           |
| --------- | ------ | ------------------------------------------- |
|           | Report | Christie 27' Keane 49', 51' (pen.) Long 79' |

| Polonia                                                                                     | 8–1    | Gibraltar   |
| ------------------------------------------------------------------------------------------- | ------ | ----------- |
| Grosicki 8', 15' Lewandowski 18', 29' Milik 56', 72' Błaszczykowski 59' (pen.) Kapustka 73' | Report | Gosling 87' |

| Republica Irlanda | 1–0    | Georgia |
| ----------------- | ------ | ------- |
| Walters 69'       | Report |         |

| Scoția                          | 2–3    | Germania                     |
| ------------------------------- | ------ | ---------------------------- |
| Hummels 28' (aut.) McArthur 43' | Report | Müller 18', 34' Gündoğan 54' |

| Georgia                                                  | 4–0    | Gibraltar |
| -------------------------------------------------------- | ------ | --------- |
| Vatsadze 30', 45' Okriashvili 35' (pen.) Kazaishvili 87' | Report |           |

| Republica Irlanda | 1–0    | Germania |
| ----------------- | ------ | -------- |
| Long 70'          | Report |          |

| Scoția                      | 2–2    | Polonia               |
| --------------------------- | ------ | --------------------- |
| Ritchie 45' S. Fletcher 62' | Report | Lewandowski 3', 90+4' |

| Germania                    | 2–1    | Georgia     |
| --------------------------- | ------ | ----------- |
| Müller 50' (pen.) Kruse 79' | Report | Kankava 53' |

| Gibraltar | 0–6    | Scoția                                                             |
| --------- | ------ | ------------------------------------------------------------------ |
|           | Report | C. Martin 25' Maloney 39' S. Fletcher 52', 56', 85' Naismith 90+1' |

| Polonia                        | 2–1    | Republica Irlanda  |
| ------------------------------ | ------ | ------------------ |
| Krychowiak 13' Lewandowski 42' | Report | Walters 16' (pen.) |

## Golgheteri
13 goluri
- Robert Lewandowski

9 goluri
- Thomas Müller

7 goluri
- Shaun Maloney

6 goluri
- Arkadiusz Milik

5 goluri
- Robbie Keane

4 goluri
- Kamil Grosicki

3 goluri
- Tornike Okriashvili
- Mario Götze
- Max Kruse
- André Schürrle
- Shane Long
- Jonathan Walters
- Steven Naismith

2 goluri
- Jaba Kankava
- Valeri Kazaishvili
- Mate Vatsadze
- İlkay Gündoğan
- Grzegorz Krychowiak
- Sebastian Mila
- James McClean
- Aiden McGeady

1 gol
- Nikoloz Gelashvili
- Karim Bellarabi
- Toni Kroos
- Marco Reus
- Lee Casciaro
- Jake Gosling
- Jakub Błaszczykowski
- Kamil Glik
- Bartosz Kapustka
- Krzysztof Mączyński
- Sławomir Peszko
- Łukasz Szukała
- Cyrus Christie
- Wes Hoolahan
- John O'Shea
- Ikechi Anya
- Chris Martin
- James McArthur
- Matt Ritchie

1 autogol

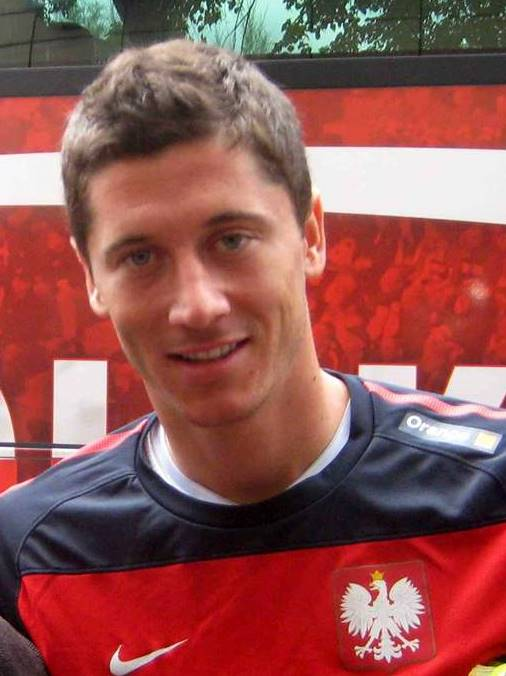
Robert Lewandowski (Polonia) este golgheterul grupei, cu 13 goluri înscrise

- Akaki Khubutia (jucând contra Scoției)
- Mats Hummels (jucând contra Scoției)
- Jordan Perez (jucând contra Republicii Irlandeze)
- Yogan Santos (jucând contra Germaniei)
- John O'Shea (jucând contra Scoției)

## Disciplină
Un jucător este suspendat automat pentru următorul meci dacă a comis următoarele ofense:
- Primirea unui cartonaș roșu (suspendarea poate fi extinsă pentru injurii mai serioase)
- Primirea a trei cartonașe galbene în trei meciuri diferite, precum și după al cincilea și oricare altul (suspendările sunt valabile și pentru baraj, dar nu și pentru turneul final sau pentru viitoarele meciuri internaționale)

Următorii jucători au fost (sau vor fi) suspendați pentru unul dintre meciurile din preliminarii:
| Națională         | Jucător         | Avertizat | Suspendat                           |
| ----------------- | --------------- | --- | ----------------------------------- |
| Polonia           | Kamil Glik      | contra Gibraltarului (7 septembrie 2014) contra Germaniei (11 octombrie 2014) contra Republicii Irlandeze (29 martie 2015) | contra Georgiei (13 iunie 2015)     |
| Republica Irlanda | James McClean   | contra Scoției (14 noiembrie 2014) contra Scoției (13 iunie 2015) contra Georgiei (7 septembrie 2015)                      | contra Germaniei (8 octombrie 2015) |
| Republica Irlanda | Glenn Whelan    | contra Germaniei (14 octombrie 2014) contra Scoției (13 iunie 2015) contra Georgiei (7 septembrie 2015)                    | contra Germaniei (8 octombrie 2015) |
| Scoția            | Charlie Mulgrew | contra Germaniei (7 septembrie 2014)                                                                                       | contra Georgiei (11 octombrie 2014) |
| Scoția            | James Morrison  | contra Germaniei (7 septembrie 2014) contra Georgiei (11 octombrie 2014) contra Germaniei (7 septembrie 2015)              | contra Poloniei (8 octombrie 2015)  |